# Angus-Brangus
Angus es una raza de ganado bovino originaria de las regiones escocesas de Angus, de donde proviene su nombre, y de Aberdeeen.
Se adapta muy bien como raza dura en zonas donde la altitud no supere los 5500 pies, y cruzándola con razas cebuínas tipo Brahman tiene un mayor rango de adaptación, es decir desde el nivel del mar.
Brangus, por otra parte, es una raza de ganado bovino originaria de los Estados Unidos a principios del siglo XX. Los primeros cruces se empezaron a hacer desde 1912. La raza tiene en su composición genética 3/8 de raza Brahman y 5/8 de raza Angus, es decir 37.5 % y 62.5 % respectivamente.

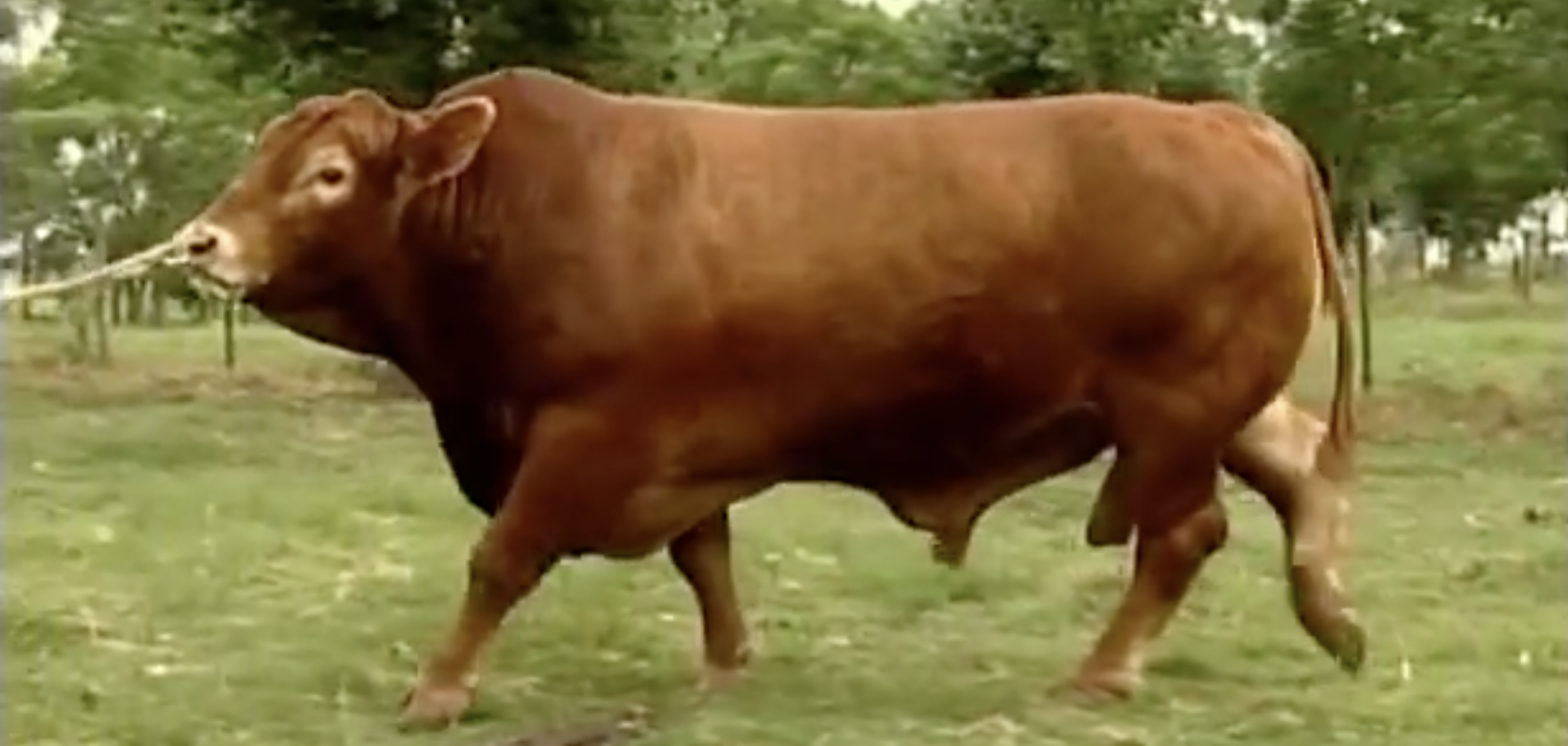
Toro brangus colorado

## Brangus rojo o colorado
Raza de ganado bovino resultante del apareamiento entre vacas Angus y toros Brangus negros.
Esta raza vio la luz durante los primeros años 30 del siglo pasado, cuando los ganaderos observaron que los terneros cruzados nacían más pequeños, crecían más rápido y tenían más carne que los puraraza británicos populares en la época.
Durante más de 20 años después de los primeros apareamientos, se continuó investigando para asegurarse de que los resultados de este cruce fueran repetibles y predecibles. 
Desde aquella época han surgido numerosos grupos para la producción de un ganado funcional y rentable que proporciona la delgada y gustosa carne de res que satisface el gusto del consumidor de hoy.
La raza ha adquirido ya personalidad propia y se ha extendido por varios continentes entre ellos América del Norte, América del Sur y Sur África.

## Razas bovinas sintéticas
Las razas sintéticas se forman por el cruzamiento de dos o más razas y luego van siendo perfeccionadas a través de la selección.
Al realizar este cruce se busca un animal tipo carne que conserve las buenas características de la raza Angus como: productora de carne de calidad con excelencia y condiciones de alta eficiencia de producción, fertilidad, conformación carnicera, precocidad en el engorde. El Brahman les aporta la adaptación al trópico, es decir a las altas temperaturas, humedad, parásitos internos y externos y además la rusticidad.